# Анастас Кипиловски
Анастàс Стоя̀нович Кипилòвски е книжовник и просветител, преводач и поет от времето на Българското възраждане.

## Биография

### Ранни години и образование
Анастас Кипиловски е роден през 1802 година в град Котел. Произхожда от близкото до Котел село Кипилово. Учи в родния си град при Райно Попович, а след това учи и 2 години в в Русия. Владее добре руски, гръцки и румънски език.  Според някои изследователи той е защитил висше образование в Лайпциг (1843).  Прекарва живота си в Трансилвания и Влашко.  

### Книжовна дейност
ОТ 1823  живее в Кишинев,  където работи със съгражданина си Сл.Атанасов  над превода на "„Священное цветоубрание или сто и четири священни истории, избранни из Вехтият и Новият Завет“ (1825) от немския писател Йохан Хюбнер  (1825). Книгата е отпечатана  с подкрепата на търговеца Антон Иванов (спомоществовател и на „Рибен буквар“) отпечатва един от първите новобългарски учебници, преведеното от руски . Скоро след това се заселва в Букурещ. Не е ясно точно в кой момента става това, но в началото на 30-те години, той вече е част от българския интелектуален елит  в Букурещ. Той е един от малкото наши книожвници, които обявява, че се посвещава на писателска и преводаческа деност. През 1827 година издава обява, че ще печата „Българска история“. Пише стихотворения. През 1836 той получава солидно наследство от майка си.  Част от тези пари отиват за образователни цели. Книжовната му цел обхваща най-вече български език и история. Счита се, че той е сред най-типичните представители на историцизма в букурещкият книжовен кръг.
Кипиловски издава „Кратко начертание на всеобщата история“ (1836) от Иван Кайданов. Към преведения от руски език оригинал добавя исторически обзор „от началото на века до наши дни“ и „Речник или лексикон на словенски речи...“  Любопитно е, че той добавя приложение с анализ на исторически събития от 1800 до 1836 г.  и речник на непознатите термини.  В речника обяснява думата стихотворство, като за пример дава превода си на стихотворение от гръцкия поет Атанасиос Христопулос. В превода на историята въвежда много думи от международната лексика на социално-политическата терминология. Кипиловски е един от първите български стихотворци, които смятат, че трябва да се пише на жив, говорим български език, очистен от архаизми. Той превежда от гръцки драмата "Велизарий" (1844 Лайпциг) на немския писател Траудцен. Както и други автори от този период той побългарява произведението, пренасяйки го в българска обстановка. По отношение на езика той следва говоримият език.
Атанас Кипиловски общува с Васил Априлов и Юрий Венелин  и става ревностен събирач на народни песни и исторически материали; изпраща   търновски монети от XIV вeк в Русия. През 40-те години се оттегля от активна обществена и литературна дейност и прекарва следващият четвърт век в усамотение. Умира в Букурещ.

## Съчинения
- Кратко начертание на всеобщата история. Буда, 1836.